# 410817 Zaffino
410817 Zaffino è un asteroide della fascia principale. Scoperto nel 2009, presenta un'orbita caratterizzata da un semiasse maggiore pari a 2,7179093 au e da un'eccentricità di 0,3065503, inclinata di 24,22068° rispetto all'eclittica.